# Домброва (гміна Плоскіня)
Домброва (пол. Dąbrowa, нім. Schöndamerau) — село в Польщі, у гміні Плоскіня Браневського повіту Вармінсько-Мазурського воєводства.
Населення — 213 осіб (2011).
У 1975-1998 роках село належало до Ельблонзького воєводства.

## Демографія
Демографічна структура станом на 31 березня 2011 року:
|          | Загалом | Допрацездатний вік | Працездатний вік | Постпрацездатний вік |
| -------- | ------- | ------------------ | ---------------- | -------------------- |
| Чоловіки | 117     | 31                 | 75               | 11                   |
| Жінки    | 96      | 22                 | 53               | 21                   |
| Разом    | 213     | 53                 | 128              | 32                   |